# Rhododendron ovatum
Rhododendron ovatum là một loài thực vật có hoa trong họ Thạch nam. Loài này được (Lindl.) Planch. ex Maxim. miêu tả khoa học đầu tiên năm 1871.